# Exóforica
Em linguística pragmática, exófora é a referência a algo extralinguístico, não no mesmo texto, e contrasta com a endofórica. Exóforia pode ser dêixis, em que palavras ou marcações gramaticais são usadas para fazer referência a algo no contexto do enunciado ou do falante. Por exemplo, os pronomes são, muitas vezes exóforicos, com palavras tais como "isto", "que", "aqui", "lá", como em aquela cadeira ali é de João dito indicando a direção da cadeira de quem é referida.  "O Jardineiro aguou aquelas plantas?", é bem possível que "aquelas" se refere ao texto anterior, ligado a uma menção anterior dessas flores em particular. Mas também é possível que ele se refere ao ambiente em que o diálogo tem lugar — para o "contexto da situação", como é chamado — , onde as plantas em questão estão presentes e podem ser apontadas, se necessário. A interpretação seria "aquelas plantas ali, em nossa frente". Este tipo de referência é chamado de exóforia, já que leva-nos para fora o texto completamente. A referência exófora  não é coesa, uma vez que não uni os dois elementos juntos em um texto.

## Exemplos
Falante A: Eu estou com fome. Ei, olhe aquilo. Seis quartos. Jesus. É bem barato por seis quartos por não ser antigo também. Não que nós não pudéssemos ter condições. Não era esse que estava você estava falando?

Falante B: Não sei
Os pronomes pessoais, Eu, nós e você são todos exóforos por que se referem aos indivíduos engajados na conversa. O pronome. Eu refere-se ao falante A, nós a tanto o falante quanto a pessoa que está ouvindo, e você para o falante B.